# Prosopis sericantha
Prosopis sericantha är en ärtväxtart som beskrevs av William Jackson Hooker. Prosopis sericantha ingår i släktet Prosopis och familjen ärtväxter. Inga underarter finns listade i Catalogue of Life.